# Stevon Roberts
Stevon Roberts, född 15 januari 1971, är en friidrottare från Barbados. Han deltog vid olympiska sommarspelen 1992.